# Murdoch Mysteries
Murdoch Mysteries is een Canadese televisieserie naar de gelijknamige boeken van Maureen Jennings.

## Verhaal
De serie volgt de excentrieke detective William Murdoch die rond de eeuwwisseling in 1900 (het eerste seizoen vangt aan in 1896) vele zaken opheldert door middel van, voor die tijd, ongebruikelijke methodes. Deze methodes omvatten onder andere onderzoek door middel van vingerafdrukken, bloedtesten, surveilleren en sporenonderzoek.
Hij wordt bijgestaan door George Crabtree, een onhandige agent met veel verbeelding, en dokter Julia Ogden, een talentvolle wetsdokter waar hij erg op verliefd is. Hij werkt in politiebureau 4, dat door inspecteur Thomas Brackenreid geleid wordt. Tijdens de verschillende afleveringen passeren verschillende bekende personen de revue, zoals Thomas Alva Edison, Winston Churchill, Lucy Maud Montgomery, Mark Twain, Nikola Tesla en Arthur Conan Doyle.

## Rolverdeling
| Acteur              | Personage                  | Opmerkingen                  |
| ------------------- | -------------------------- | ---------------------------- |
| Yannick Bisson      | William Murdoch            |                              |
| Thomas Craig        | Thomas Brackenreid         |                              |
| Hélène Joy          | Julia Ogden                |                              |
| Jonny Harris        | George Crabtree            |                              |
| Lachlan Murdoch     | Henry Higgins              |                              |
| Arwen Humphreys     | Margaret Brackenreid       |                              |
| Kristian Bruun      | Augustus 'Slugger' Jackson | Van seizoen 5 tot seizoen 10 |
| Georgina Reilly     | Emily Grace                | Van seizoen 5 tot seizoen 9  |
| Charles Vandervaart | John Brackenreid           | Vanaf seizoen 6              |
| Mouna Traoré        | Rebecca James              | Van seizoen 9 tot seizoen 11 |
| Erin Agostino       | Nina Bloom                 | Van seizoen 9 tot seizoen 11 |
| Daniel Maslany      | Llewelyn Watts             | Vanaf seizoen 10             |
| Siobhan Murphy      | Ruth Newsome               | Vanaf seizoen 10             |

## Nieuwe seizoenen
Het productiebedrijf achter de serie, Rogers Media, bracht op 27 september 2011 naar buiten dat het na het vijfde seizoen met het produceren van de serie zou stoppen. Op 15 november 2011 bracht CBC naar buiten dat ze de serie overnam en een zesde seizoen ging opnemen. Vanaf het zevende seizoen bevatte een seizoen achttien afleveringen, tegenover de voorheen gebruikelijke dertien per seizoen. Men zit in Canada anno 2025 al aan het achttiende seizoen en er zal ook een negentiende seizoen komen met nog eens 21 afleveringen waarmee het totaal aantal afleveringen op 330 komt.
Tevens werden er drie kerstspecials van anderhalf uur gemaakt: A Merry Murdoch Christmas (2015), Once Upon a Murdoch Christmas (2016), Home for the Holidays (2017).

## Episodes
| Seizoen 1  | Seizoen 1                                          |
| ---------- | -------------------------------------------------- |
| 1          | Power                                              |
| 2          | The Glass Ceiling                                  |
| 3          | The Knockdown                                      |
| 4          | Elementary, My Dear Murdoch                        |
| 5          | Till Death Do Us Part                              |
| 6          | Let Loose the Dogs                                 |
| 7          | Body Double                                        |
| 8          | Still Waters                                       |
| 9          | Belly Speaker                                      |
| 10         | Child's Play                                       |
| 11         | Bad Medicine                                       |
| 12         | The Prince and the Rebel                           |
| 13         | The Annoying Red Planet                            |
| Seizoen 2  |                                                    |
| 1          | Mild Mild West                                     |
| 2          | Snakes and Ladders                                 |
| 3          | Dinosaur Fever                                     |
| 4          | Houdini Whodunit                                   |
| 5          | The Green Muse                                     |
| 6          | Shades of Grey                                     |
| 7          | Big Murderer on Campus                             |
| 8          | I, Murdoch                                         |
| 9          | Convalescence                                      |
| 10         | Murdoch.com                                        |
| 11         | Let Us Ask the Maiden                              |
| 12         | Werewolves                                         |
| 13         | Anything You Can Do                                |
| Seizoen 3  |                                                    |
| 1          | The Murdoch Identity                               |
| 2          | The Great Wall                                     |
| 3          | Victor, Victorian                                  |
| 4          | Rich Boy, Poor Boy                                 |
| 5          | Me, Myself and Murdoch                             |
| 6          | This One Goes to Eleven                            |
| 7          | Blood and Circuses                                 |
| 8          | Future Imperfect                                   |
| 9          | Love and Human Remains                             |
| 10         | The Curse of Beaton Manor                          |
| 11         | Hangman                                            |
| 12         | In the Altogether                                  |
| 13         | The Tesla Effect                                   |
| Seizoen 4  |                                                    |
| 1          | All Tattered and Torn                              |
| 2          | Kommando                                           |
| 3          | Buffalo Shuffle                                    |
| 4          | Downstairs, Upstairs                               |
| 5          | Monsieur Murdoch                                   |
| 6          | Dead End Street                                    |
| 7          | Confederate Treasure                               |
| 8          | Dial M for Murdoch                                 |
| 9          | The Black Hand                                     |
| 10         | Voices                                             |
| 11         | Bloodlust                                          |
| 12         | The Kissing Bandit                                 |
| 13         | Murdoch in Wonderland                              |
| Seizoen 5  |                                                    |
| 1          | Murdoch of the Klondike                            |
| 2          | Back and to the Left                               |
| 3          | Evil Eye of Egypt                                  |
| 4          | War on Terror                                      |
| 5          | Murdoch at the Opera                               |
| 6          | Who Killed the Electric Carriage?                  |
| 7          | Stroll on the Wild Side - Part 1                   |
| 8          | Stroll on the Wild Side - Part 2                   |
| 9          | Invention Convention                               |
| 10         | Staircase to Heaven                                |
| 11         | Murdoch in Toyland                                 |
| 12         | Murdoch Night in Canada                            |
| 13         | Twentieth Century Murdoch                          |
| Seizoen 6  |                                                    |
| 1          | Murdoch Air                                        |
| 2          | Winston's Lost Night                               |
| 3          | Murdoch on the Corner                              |
| 4          | A Study in Sherlock                                |
| 5          | Murdoch Au Naturel                                 |
| 6          | Murdoch and the Cloud of Doom                      |
| 7          | The Ghost of Queen's Park                          |
| 8          | Murdoch in Ladies Wear                             |
| 9          | Victoria Cross                                     |
| 10         | Twisted Sisters                                    |
| 11         | Lovers in a Murderous Time                         |
| 12         | Crime and Punishment                               |
| 13         | The Murdoch Trap                                   |
| Seizoen 7  |                                                    |
| 1          | Murdoch Ahoy                                       |
| 2          | Tour de Murdoch                                    |
| 3          | The Filmed Adventures of Detective William Murdoch |
| 4          | Return of Sherlock Holmes                          |
| 5          | Murdoch of the Living Dead                         |
| 6          | Murdochophobia                                     |
| 7          | Loch Ness Murdoch                                  |
| 8          | Republic of Murdoch                                |
| 9          | Midnight Train to Kingston                         |
| 10         | Murdoch in Ragtime                                 |
| 11         | Journey to the Centre of Toronto                   |
| 12         | Unfinished Business                                |
| 13         | The Murdoch Sting                                  |
| 14         | Friday the 13th, 1901                              |
| 15         | The Spy Who Came Up to the Cold                    |
| 16         | Kung Fu Crabtree                                   |
| 17         | Blast of Silence                                   |
| 18         | The Death of Dr Ogden                              |
| Seizoen 8  |                                                    |
| 1          | On the Waterfront - Part 1                         |
| 2          | On the Waterfront - Part 2                         |
| 3          | Glory Days                                         |
| 4          | Holy Matrimony Murdoch                             |
| 5          | Murdoch Takes Manhattan                            |
| 6          | The Murdoch Appreciation Society                   |
| 7          | What Lies Burried                                  |
| 8          | High Voltage                                       |
| 9          | The Keystone Constables                            |
| 10         | Murdoch and the Temple of Death                    |
| 11         | All That Glitters                                  |
| 12         | The Devil Wears Whalebone                          |
| 13         | The Incurables                                     |
| 14         | Toronto’s Girl Problem                             |
| 15         | Shipwreck                                          |
| 16         | Crabtree Mania                                     |
| 17         | Election Day                                       |
| 18         | Artful Detective                                   |
| Seizoen 9  |                                                    |
| 1          | Nolo contendere                                    |
| 2          | Marked Twain                                       |
| 3          | Double Life                                        |
| 4          | Barenaked Ladies                                   |
| 5          | 24 Hours Til Doomsday                              |
| 6          | The Local Option                                   |
| 7          | Summer of 75                                       |
| 8          | Pipe Dreamzzz                                      |
| 9          | Raised on Robbery                                  |
| 10         | The Big Chill                                      |
| 11         | A Case of the Yips                                 |
| 12         | Unlucky in Love                                    |
| 13         | Colour Blinded                                     |
| 14         | Wild Child                                         |
| 15         | House Of Industry                                  |
| 16         | Bloody Hell                                        |
| 17         | From Buffalo With Love                             |
| 18         | Cometh the Archer                                  |
| Seizoen 10 |                                                    |
| 1          | Great balls of fire - Part 1                       |
| 2          | Great balls of fire - Part 2                       |
| 3          | A Study In Pink                                    |
| 4          | Concocting A Killer                                |
| 5          | Jagged Little Pill                                 |
| 6          | Bend It Like Brackenreid                           |
| 7          | Painted Ladies                                     |
| 8          | Weekend at Murdoch's                               |
| 9          | Excitable chap                                     |
| 10         | The Devil Inside                                   |
| 11         | A Murdog Mystery                                   |
| 12         | The Missing                                        |
| 13         | Mr. Murdoch's Neighbourhood                        |
| 14         | From Murdoch to Eternity                           |
| 15         | Hades Hath No Fury                                 |
| 16         | Master Lovecraft                                   |
| 17         | Hot Wheels of Thunder                              |
| 18         | Hell to Pay                                        |
| Seizoen 11 |                                                    |
| 1          | Up from Ashes                                      |
| 2          | Merlot Mysteries                                   |
| 3          | 8 Footsteps                                        |
| 4          | The Canadian Patient                               |
| 5          | Dr. Osler Regrets                                  |
| 6          | 21 Murdoch Street                                  |
| 7          | The Accident                                       |
| 8          | Brakenreid Boudoir                                 |
| 9          | The Talking Dead                                   |
| 10         | F.L.A.S.H.!                                        |
| 11         | Biffers and Blockers                               |
| 12         | Mary Wept                                          |
| 13         | Crabtree à la Carte                                |
| 14         | The Great White Moose                              |
| 15         | Murdoch Schmurdoch                                 |
| 16         | Game of Kings                                      |
| 17         | Shadows Are Falling                                |
| 18         | Free Falling                                       |

## Internationaal
De serie wordt uitgezonden in de volgende landen:
- Australië op 13th Street.
- België op Eén en La Une.
- Denemarken op TV 2 Charlie.
- Finland op YLE TV1
- Frankrijk op France 3.
- Griekenland op ERT2
- Hongarije op Story4 TV.
- Italië op Rai Tre en Fox Crime Italy.
- Noorwegen op VOX.
- Nederland op BBC NL
- Polen op Ale Kino!.
- Portugal op Fox Crime Portugal.
- Rusland op TVC.
- Singapore op Universal Channel Asia.
- Thailand op True Series.
- Tsjechië op ČT1
- Turkije op MovieMax Family Channel.
- Verenigd Koninkrijk op Alibi.
- Zweden op Kanal 9.
- Brazilië op Globosat.